# إيف دانيال
إيف دانيال (بالفرنسية: Yves Daniel) (و. 1954 – م) هو سياسي، من فرنسا، هو عضوٌ في الحزب الاشتراكي.

## مناصب
تولى منصب عضو الجمعية الوطنية الفرنسية (منذ 20 يونيو 2012)، ورئيس بلدية.